# قائمة سفراء دولة فلسطين لدى كازاخستان
سفير دولة فلسطين لدى كازاخستان هو ممثل دولة فلسطين الرسمي لدى جمهورية كازاخستان، يقع مقر السفارة الفلسطينية في العاصمة نور سلطان. يشغل منصب السفير حاليًا منتصر فؤاد عبد الرحمن أبو زيد منذ عام 2015.

## قائمة السفراء
| الترتيب | رئيس البعثة الدبلوماسية         | تاريخ الاعتماد الدبلوماسي | تاريخ الانتهاء | رئيس دولة فلسطين      | رئيس كازاخستان                          |
| --- | ------------------------------- | ------------------------- | -------------- | --------------------- | --------------------------------------- |
| تأسست سفارة دولة فلسطين لدى كازاخستان في عام 1993 بعد الاعتراف الدبلوماسي المتبادل بين البلدين في عام 1992 |                                 |                           |                |                       |                                         |
| 1 | محمد عبد الله صالح ترشحاني      | 4 يونيو 1993              | 2005           | ياسر عرفات محمود عباس | نور سلطان نزارباييف                     |
| 2 | وليد إسماعيل عبد الفتاح العريدي | 12 يونيو 2006             | 2008           | ياسر عرفات محمود عباس | نور سلطان نزارباييف                     |
| 3 | حسين أبو العلا (Q102017803)     | يونيو 2008                | غ/م            | ياسر عرفات محمود عباس | نور سلطان نزارباييف                     |
| 4 | منتصر فؤاد عبد الرحمن أبو زيد   | 7 أغسطس 2015              | لا يزال        | محمود عباس            | نور سلطان نزارباييف قاسم جومارت توكاييف |